# Associació Recvll Blanes
L'Associació Recvll Blanes és una entitat fundada el 1920 a Blanes per a la promoció i divulgació de la llengua i cultura catalanes
Les seves principals activitats són
- La publicació de la revista Recvll
- La convocatòria dels Premis Recvll

El 2020, l'entitat va ser guardonada amb la Creu de Sant Jordi «pel centenari de la revista Recvll i la creació dels Premis Literaris Recvll, que han estat, i són encara, un referent en el panorama cultural del país».